# Carlos Jereissati
Carlos Jereissati (Fortaleza, 2 de dezembro de 1917 — Rio de Janeiro, 9 de maio de 1963) foi um industrial, empresário,  político brasileiro filiado ao antigo PTB. Como político foi deputado federal (1955-1963) e senador (1963) pelo Ceará. De origem libanesa, é o pai do empresário Carlos Francisco Ribeiro Jereissati e do empresário e político Tasso Jereissati. Faleceu no início do mandato de senador, sendo substituído pelo suplente, Antonio Jorge de Queiroz Jucá, que também morreu pouco tempo depois de assumir o cargo.

## Biografia
Carlos Jereissati nasceu em Fortaleza, Ceará, filho de Aziz Kalil Jereissati e de Maria José Boutala Jereissati. Seu pai imigrou da cidade libanesa de Zalé para o Brasil, em 1902, e estabeleceu-se em Fortaleza em 1908, acumulando fortuna no comércio de bacalhau e de tecidos.
Fez seus estudos na capital cearense, onde frequentou o Instituto São Luís e os colégios Cearense, dos Irmãos Maristas e Militar. Por falecimento do pai, assumiu a chefia de sua firma comercial, mudando o nome para Carlos Jereissati & Cia., com ampliação das atividades e diversificação para novos setores, industriais, agrícolas e imobiliários, o que lhe permitiu acumular uma das maiores fortunas particulares do Ceará. Estendeu a atuação da empresa a outros estados, principalmente São Paulo, atingindo projeção nacional nos negócios de metalurgia, hotéis e shopping centers.
A partir de 1950, dominou o comércio de linho estrangeiro no Nordeste. Nessa época, o então deputado cearense Armando Falcão, do Partido Social Democrático (PSD), acusou-o de promover contrabando e forjar licenças de importação de tecidos. Apesar de pessedista, Armando Falcão havia se aliado a Carlos Lacerda na ferrenha oposição ao segundo governo de Getúlio Vargas (1950-1954). Carlos Jereissati, que havia apoiado Vargas desde a campanha eleitoral de 1950, tornara-se um dos mais importantes aliados do presidente para derrubar seus adversários no Ceará.
Com o propósito de levar sua defesa até o Congresso Nacional, Jereissati lançou-se à carreira política como candidato a deputado federal por seu estado na legenda do Partido Trabalhista Brasileiro (PTB), no pleito de outubro de 1954. Eleito, assumiu o mandato em fevereiro do ano seguinte, tornando-se um dos principais líderes do partido. Ao longo de seu mandato, pronunciou na tribuna do plenário apenas dois discursos: um para provar que fora absolvido das imputações feitas pelo deputado Armando Falcão e outro para responder ao deputado Esmerino Arruda, do Partido Social Progressista (PSP), que o acusara de utilizar o leite pertencente ao Fundo das Nações Unidas para a Infância (Unicef), através da seção cearense da Legião Brasileira de Assistência (LBA), como forma de suborno eleitoral.
Reelegeu-se, em outubro de 1958, deputado federal pelo Ceará, sempre na legenda do PTB, para a legislatura iniciada em fevereiro de 1959. Em 1961, apoiou o reatamento das relações diplomáticas entre o Brasil e a União Soviética, invocando o princípio da autodeterminação dos povos e da não-intervenção. Segundo pesquisa realizada pelo jornal Correio Braziliense, em 1962, era partidário do monopólio estatal do petróleo, dos minérios atômicos, da energia elétrica, das telecomunicações e dos transportes.  Na Câmara Federal, defendeu as reformas eleitoral e agrária não-coletivista, votando ainda a favor da Emenda Constitucional n.º 5, que ampliou a competência tributária dos municípios. Partidário do presidente João Goulart, manifestou-se pela antecipação do plebiscito destinado a decidir sobre a manutenção do regime parlamentarista instaurado pela Emenda Constitucional n.º 4, em setembro de 1961. Prevista para o início de 1965, a consulta à nação foi feita em janeiro de 1963, determinando o retorno do presidencialismo.
Nas eleições de outubro de 1962, enfrentou novamente Armando Falcão, que havia promovido a coligação “União pelo Ceará”, aglutinando as forças conservadoras da União Democrática Nacional (UDN) e do PSD para barrar a ascensão das esquerdas no estado. Apesar da vitória de Virgílio Távora, um dos três maiores coronéis da região e candidato da coligação ao governo do Ceará, Carlos Jereissati, que apoiava o candidato do PTB, Adail Barreto, conquistou uma vaga no Senado Federal pela legenda do PTB no pleito de outubro de 1962. Deixou a Câmara dos Deputados em janeiro de 1963, assumindo sua cadeira no Senado em fevereiro seguinte.
Faleceu repentinamente na manhã de 9 de maio de 1963, em sua casa situada à rua Rainha Elizabeth, n.º 685, Copacabana, Rio de Janeiro, vítima de enfarte do miocárdio. Seu corpo foi velado no Palácio Monroe e, pela madrugada, foi transportado por um avião da Força Aérea Brasileira para Fortaleza, onde foi sepultado no Cemitério São João Batista. Assumiu sua vaga no senado o suplente Antônio Jucá, o qual também veio a falecer pouco tempo depois.
Deixou viúva Maria de Lourdes Ribeiro Jereissati (1925 - 2006), com quem teve seis filhos, os quais eram todos menores no tempo de seu falecimento. O mais velho, Tasso Ribeiro Jereissati, também seguiu carreira na política, tendo sido governador do Ceará e senador.